# Тюлькучура Алдагулов
Тюлькучура Алдагулов (баш. Төлкөсура Алдағолов; ум. 1739) — башкирский старшина Кудейской волости Сибирской дороги Уфимского уезда, один из предводителей Башкирских восстаний в 1735—1740 годах, батыр.

## Участие в восстаниях
Тюлькучура Алдагулов принял участие в подписании челобитной от башкир Уфимской провинции на имя императрицы Анны Иоанновны, которая была составлена и подписана 38 представителями 22 волостей всех 4 дорог.
В начальном этапе Башкирского восстания 1735—1740 годов, Тюлькучура Алдагулов со своим отрядом повстанцев совместно с Юсупом Арыковым участвовал в нападении на обоз прапорщика Гладышева у д.Мангуш около Верхнеяицкой пристани в августе 1735 года. В феврале 1736 года действовал в окрестностях Уфы.
14 февраля 1736 года одержал победу над отрядом Оренбургской экспедиции из 450 дворян, казаков и солдат возле деревни Кубово Сибирской дороги.
Весной 1736 года вместе с Мандаром Карабаевым руководил участниками восстания на территории Сибирской дороги.
В начале июня 1736 года разбил отряды «верных» правительству старшин под командованием Муслюма Худайбердина и Якупа Чинмурзина, а в середине июня того же года недалеко от крепости Красный Яр Сибирской дороги — команду под руководством полковника П. Мартакова.
Весной 1737 года совместно с другими лидерами восставших — Мандаром Карабаевым и Бепени Торопбердиным действовали против отрядов Кузяша Рахмангулова и Таймаса Шаимова.
В конце июня — начале августа отряды восставших под руководством Алдагулова, Бепени Торопбердина, Мандара Карабаева, Юлдаша Суярембетова и другими вели бои недалеко от городов Бирск, Кунгур, Оса, Катайского острога, Красноуфимской крепости и других населённых пунктов Исетской и Уфимской провинций.
В начале июля 1738 года Тюлькучура со своим отрядом одержал победу над правительственной командой под руководством полковника И. С. Арсеньева, а также вёл бои с отрядом майора Люткина.
В середине августа Тюлькучура Алдагулов пришёл с повинной к начальнику Башкирской комиссии — генералу Л. Я. Соймонова в Табынскую крепость и был отпущен.
Весной 1739 года выступил против проведения переписи башкир. В августе 1739 года Тюлькучура составил план разгрома команды под руководством капитана Стрижевского на территории Тырнаклинской волости Сибирской дороги,но в результате предательства разгром команды не состоялся, а сам Тюлькучура с немногими воинами был окружен «верными» царской администрации башкирами и в бою с ними взят в плен,доставлен к Л. Я. Соймонову в Мензелинск.
В сентябре 1739 года казнён.

## Примечание
1. ↑  Акманов И. Г. Челобитная башкир Уфимской провинции на имя императрицы России.// Статья в ж. «Ватандаш». Дата обращения: 19 января 2014. Архивировано из оригинала 4 марта 2016 года.
2. ↑  Сагидулин Р. Красноуфимское сражение 25 июня 1736 года // Ватандаш. — 2014. — № 8. — ISSN 1683-3554. Архивировано 4 марта 2016 года.